# Gran Sinagoga de Florencia
La Gran Sinagoga de Florencia (en italiano: Tempio maggiore di Firenze) es una destacada sinagoga de la ciudad de Florencia, Italia. Considerada una de las sinagogas más importantes construidas en la Europa del período de la emancipación judía, la Gran Sinagoga ha sido el centro emblemático de la vida judía florentina, un lugar de culto y una parte integral de la historia de la ciudad. En la actualidad, sirve sobre todo como atracción turística, museo y lugar de celebración de eventos culturales. La inconfundible cúpula verde de la sinagoga se puede distinguir claramente desde diferentes puntos panorámicos de Florencia, como el Piazzale Michelangelo, la Cúpula de Brunelleschi o el Campanario de Giotto.

## Historia y Arquitectura
La emancipación de los judíos italianos alcanzó el Gran Ducado de Toscana en 1848, llevada de la mano de los Habsburgo-Lorena. La comunidad judía de Florencia tuvo a bien conmemorar sus nuevas libertades con la construcción de una nueva sinagoga en la ciudad (razón que llevó a la construcción de varias sinagogas europeas, como la Gran Sinagoga de Pilsen). Sin embargo, eso no fue posible hasta la muerte en 1870 del presidente de la comunidad judía, David Levi, quien dejó en herencia todas sus posesiones con el fin de «erigir una sinagoga digna de la ciudad de Florencia».
La construcción del llamado «templo mayor israelita» (tempio maggiore israelitico) comenzó en 1874, dirigida por los arquitectos Mariano Falcini, Vincente Micheli (catedrático en la Academia de Bellas Artes de Florencia) y Marco Treves. El estilo elegido se consideraba «apto» para una sinagoga ya que no era común en las muchas iglesias de la región, pero también debido a que se consideraba un estilo arquitectónico sefardí, siendo la comunidad judía de Florencia de este origen. Se trata de una combinación de la tradición arquitectónica italiana y ornamentos de estilo moro-bereber, con capas de travertino y granito alternando en la mampostería, creando un efecto de rayas (cuyo color original se ha perdido con los años, aunque se puede apreciar todavía en fotos).
La base de la estructura es cuadrangular y la cúpula central, levantada sobre pechinas, está inspirada en Santa Sofía de Estambul. Por encima de las torres esquineras se erigen torres arqueadas en forma de herradura, coronadas con cúpulas bulbosas al estilo renacentista árabe. Tres arcos de herradura forman la entrada principal, sobre la cual se extienden rayas de bíforas, con sus arcos emparejados compartiendo una sola columna. El techo de cobre natural había sido oxidado en color verde para que resaltara en el skyline florentino.
Dentro del edificio, «cada centímetro cuadrado» está cubierto de diseños de colores que incorporan patrones arabescos, pero con símbolos y textos judíos. Los mosaicos y frescos interiores son obra de Giovanni Panti, mientras que el gran arco fue diseñado por Giacomo del Medico.

### Segunda Guerra Mundial y Posguerra
Durante la Segunda Guerra Mundial, el ejército alemán ocupó la sinagoga y, como era de costumbre, la usó como instalación de almacenaje, hecho que en principio no la iba a salvar de un destino lúgubre. En agosto de 1944, tropas alemanas con la ayuda de fascistas italianos colocaron explosivos para demoler la sinagoga en plena retirada. Sin embargo, miembros de la resistencia italiana lograron desactivar la mayoría de los explosivos, llegando a producirse solo daños menores, que serían saneados poco después de la guerra.
La sinagoga fue restaurada una vez más después de los daños causados por la inundación del río Arno de 1966.

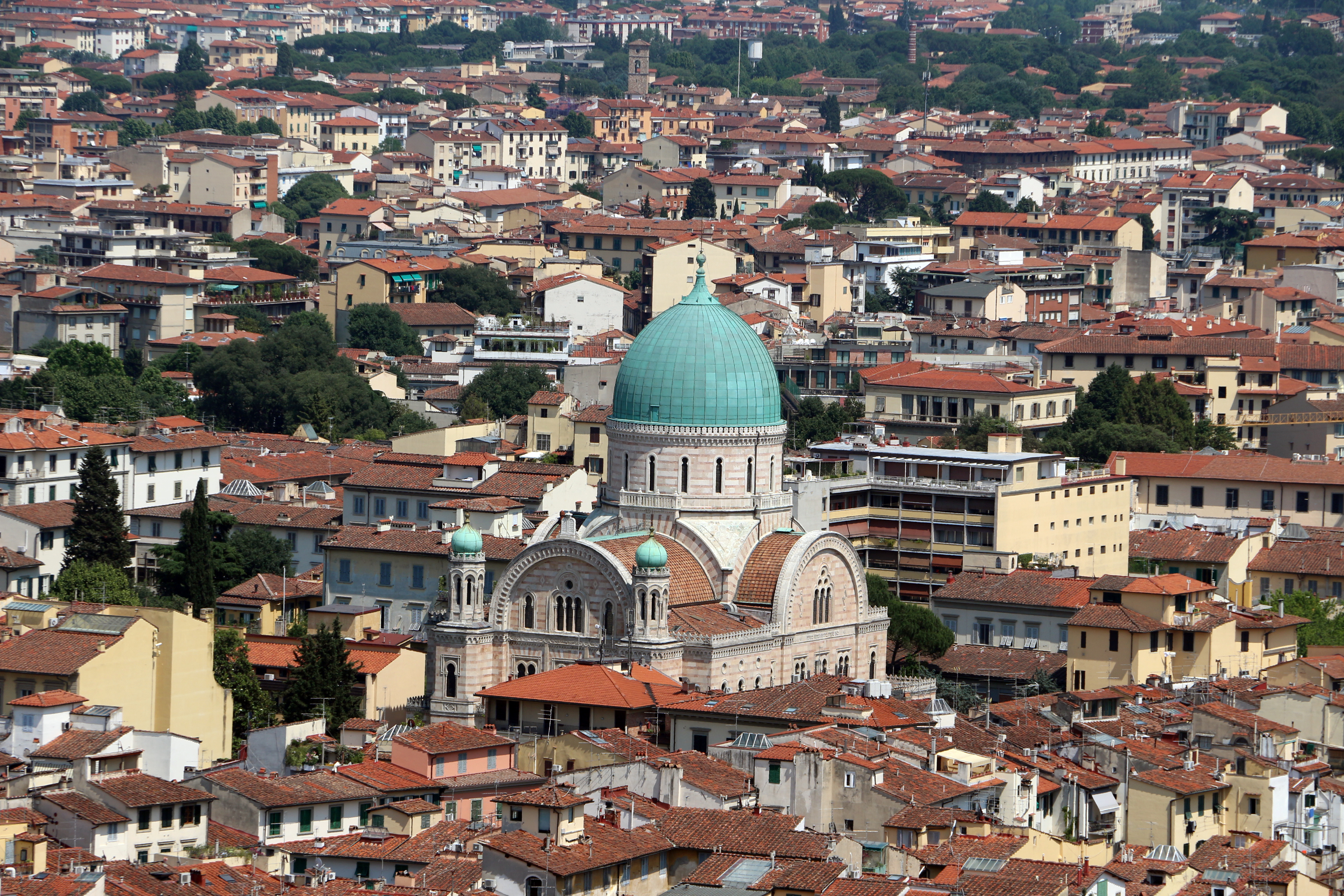
La Gran Sinagoga destacando por encima de las casas de Florencia

### Últimas renovaciones
En 2018, se reforzó la cúpula principal, revistiéndola en cobre, y se incorporó una nueva ala a la planta superior, ampliando el museo dedicado a la judería florentina. Según la revista Tuscan Traveler, estas mejoras, junto con una renovada iluminación, hacen «imprescindible una visita a la sinagoga de los que no la han visitado en los últimos años».

## El Museo Hebreo y eventos
Dentro de la Gran Sinagoga se encuentra el Museo Hebreo, que cuenta con una importante colección de objetos antiguos de arte ceremonial judío, evidencia del alto nivel artístico alcanzado en el mundo judeoitaliano en el ámbito de las artes aplicadas. El itinerario del museo ilustra la historia de los judíos florentinos desde los primeros asentamientos hasta la reconstrucción de la posguerra, con la ayuda de fotografías antiguas, películas y una gran cantidad de objetos de uso diario y conmemorativo.

### Open House
Cada año en septiembre la Gran Sinagoga celebra el evento Open House (jornada de puertas abiertas), dirigido al público en el marco del Día Europeo de la Cultura Judía. En 2010, el Open House atrajo a más de 60 000 visitantes, haciendo gala de la exhibición de obras maestras creadas por artistas judíos, y dejando accesibles partes del edificio normalmente cerradas al público.